# Deutschland Tour 2008
10. Deutschland Tour 2008 odbył się w dniach 29 sierpnia – 6 września 2008. Podczas prologu i 8 etapów kolarze przejechali 1409 km. Wyścig rozpoczął się w austriackim Kitzbühel, a zakończył w Bremie.

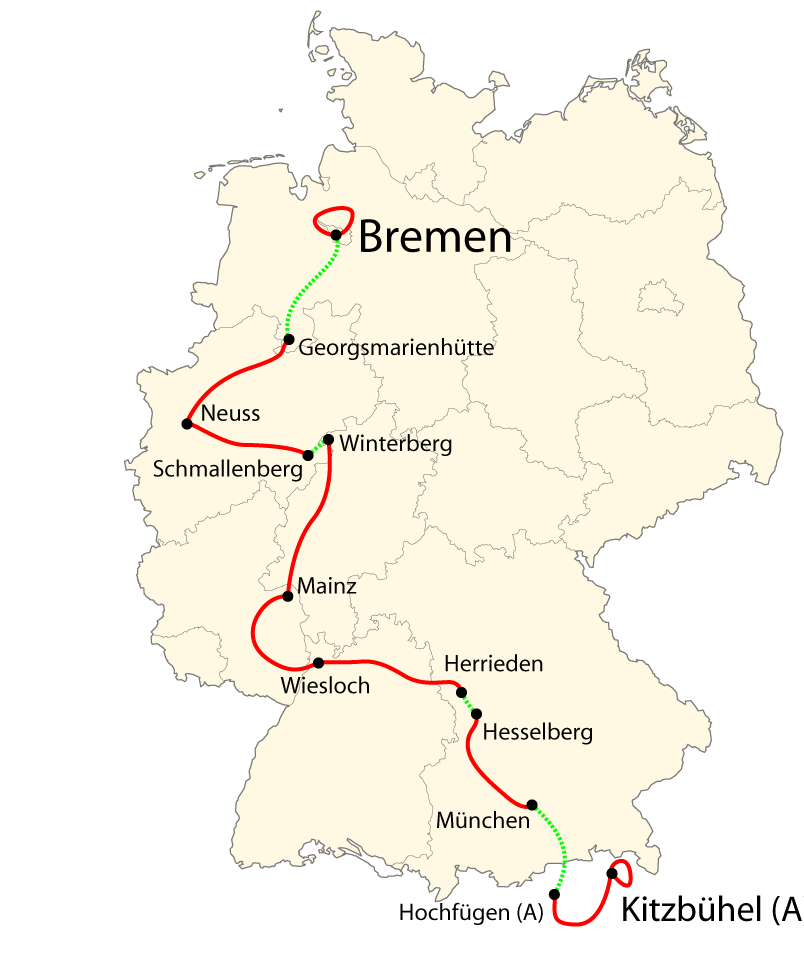
Trasa wyścigu

## Lista etapów
| Etap   | Data        | Miasta                    | Długość      | Zwycięzca etapu      | Lider po etapie |
| ------ | ----------- | ------------------------- | ------------ | -------------------- | --------------- |
| prolog | 29 sierpnia | Kitzbühel – Kitzbühel     | 3,6 km (ITT) | Brett Lancaster      | Brett Lancaster |
| 1.     | 30 sierpnia | Kitzbühel – Fügen         | 178 km       | Linus Gerdemann      | Linus Gerdemann |
| 2.     | 31 sierpnia | München – Hesselberg      | 183 km       | David de la Fuente   | Linus Gerdemann |
| 3.     | 1 września  | Herrieden – Wiesloch      | 214,9 km     | Leonardo Bertagnolli | Linus Gerdemann |
| 4.     | 2 września  | Wiesloch – Meinz          | 174 km       | André Greipel        | Linus Gerdemann |
| 5.     | 3 września  | Meinz – Winterberg        | 218,4 km     | Gerald Ciolek        | Linus Gerdemann |
| 6.     | 4 września  | Bad Fredeburg – Neuss     | 188,8 km     | Jussi Veikkanen      | Linus Gerdemann |
| 7.     | 5 września  | Neuss – Georgsmarienhütte | 214,3 km     | Stéphane Augé        | Linus Gerdemann |
| 8.     | 6 września  | Bremen – Bremen           | 34 km (ITT)  | Tony Martin          | Linus Gerdemann |

## Klasyfikacja generalna
|    | Zawodnik          | Team                | Czas     |
| -- | ----------------- | ------------------- | -------- |
| 1  | Linus Gerdemann   | Team Columbia       | 33:25.18 |
| 2  | Thomas Lövkvist   | Team Columbia       | + 52"    |
| 3  | Janez Brajkovič   | Team Astana         | + 1' 34" |
| 4  | Daniel Navarro    | Team Astana         | + 3' 06" |
| 5  | Pietro Caucchioli | Crédit Agricole     | + 3' 27" |
| 6  | José Rujano       | Caisse d’Épargne    | + 3' 35" |
| 7  | Bauke Mollema     | Rabobank            | + 3' 56" |
| 8  | Andrea Noé        | Liquigas            | + 4' 10" |
| 9  | Eros Capecchi     | Saunier Duval-Scott | + 4' 44" |
| 10 | Jussi Veikkanen   | Française des Jeux  | + 4' 53" |